# 伊戈尔·德米特里耶维奇·谢尔盖耶夫
伊戈尔·德米特里耶维奇·谢尔盖耶夫（俄语：Игорь Дмитриевич Сергеев，羅馬化：Igor' Dmitriyevich Sergeyev，1938年4月20日—2006年11月10日），苏联和俄罗斯军事将领，俄罗斯联邦元帅，曾任俄罗斯国防部长、俄罗斯战略火箭军司令等职务。

## 生平
1935年4月20日，谢尔盖耶夫出生于乌克兰伏罗希洛夫格勒州维尔赫尼市（今卢甘斯克州利西昌斯克）。1956年，18岁的谢尔盖耶夫考入黑海纳希莫夫高等海军学校，学习海岸炮兵火箭武器专业，1960年毕业。起初谢尔盖耶夫在海军服役，后转入战略火箭军，历任战略导弹团团长、导弹师师长、火箭集团军参谋长、战略火箭军作战部部长、战略火箭军副司令等职务。期间曾在捷尔任斯基军事工程学院指挥系和苏联总参军事学院深造，拥有军事学博士学位。1992年，谢尔盖耶夫担任俄罗斯战略火箭军总司令。
1997年5月，谢尔盖耶夫被时任俄罗斯总统叶利钦任命为国防部长，并卸下战略火箭军司令的职务，同年11月21日被授予元帅军衔，成为俄罗斯联邦首位以及截至目前（2025年）唯一一位元帅。任内在军费短缺的情况下，通过裁军、缩编军种、完善指挥体系等手段，进行了大刀阔斧的军事改革。改革期间，谢尔盖耶夫曾与时任俄军总参谋长克瓦什宁爆发争论。在科索沃战争和北约推出“新战略”之后，谢尔盖耶夫公开表示以美国为首的北约将成为俄罗斯的主要对手，并针对北约进行了相应部署。
2001年3月28日，谢尔盖耶夫辞去国防部长一职。2006年11月10日，谢尔盖耶夫因血癌逝世，享年68岁。